# Comuna Novopavlivka, Krasnoperekopsk
Novopavlivka (în ucraineană Новопавлівка) este o comună în raionul Krasnoperekopsk, Republica Autonomă Crimeea, Ucraina, formată din satele Dolînka, Novopavlivka (reședința) și Prîvilne.

## Demografie
Componența lingvistică a comunei Novopavlivka
     Rusă (40,42%)
     Tătară crimeeană (30,95%)
     Ucraineană (27,65%)
     Alte limbi (0,56%)
Conform recensământului din 2001, nu exista o limbă vorbită de majoritatea populației, aceasta fiind compusă din vorbitori de rusă (40,42%), tătară crimeeană (30,95%) și ucraineană (27,65%).